# Vladimir Kovačević
Vladimir Kovačević Rambo (Nikšić, 15. siječnja 1961.), kapetan I. klase, zapovjednik 472. Trebinjske motorizirane brigade JNA tijekom opsade Dubrovnika. Zajedno s umirovljenim admiralom Miodragom Jokićem, generalom Pavlom Strugarom i zapovjednikom Jugoslavenske ratne mornarice Milanom Zecom optužen je za ratne zločine počinjene na dubrovačkom području. Uhićen je 26. rujna 2003. u selu Malo Gradište. Pružao je otpor, ali pucnjave i oružja nije bilo. Uz maksimalne sigurnosne mjere priveden je u Palaču pravde u Beogradu odakle je prebačen u Haag. Kovačević je 2004. godine bio proglašen “privremeno nesposobnim” za haško suđenje, zbog “psihotičnog stanja”, a u studenom 2006. njegov je predmet ustupljen Beogradu, pa je srbijansko Tužiteljstvo za ratne zločine podiglo optužnicu za ratni zločin protiv civilnog stanovništva i granatiranje Dubrovnika 6. prosinca 1991. godine. Vladimir Kovačević i postrojbe pod njegovim zapovjedništvom su, kako se navodi u optužnici, “ispalile bez cilja više stotina projektila na dubrovački Stari grad zbog čega su dva civila izgubila živote, Pavo Urban i Tonči Skočko, a tri civila su ranjena”, a “potpuno je razoreno i izgorjelo šest povijesnih i arhitektonskih spomenika pod zaštitom UNESCO-a i oštećeno je 46 zgrada i objekata”. Međutim, do danas nije osposobljen za suđenje i zadržan je na psihijatrijskom liječenju jer predstavlja opasnost za sebe i druge. Vjerojatno ne će ni biti sposoban za suđenje.